# Postulato di Bertrand
Il postulato di Bertrand afferma che per ogni intero n > 3 esiste almeno un numero primo p tale che n < p < 2n − 2. Una formulazione un po' più debole ma più concisa è: tra un numero n > 1 ed il suo doppio esiste almeno un numero primo.
Quest'affermazione fu congetturata nel 1845 da Joseph Bertrand (1822-1900). Lo stesso Bertrand verificò la sua congettura per tutti i numeri minori di 3 × 106.
La prima dimostrazione completa della congettura fu data da Pafnuty Lvovich Chebyshev (1821-1894) nel 1850, per cui questo teorema è anche chiamato teorema di Chebyshev. 
Srinivasa Ramanujan (1887-1920) diede un'altra dimostrazione e Paul Erdős (1913-1996) nel 1932 pubblicò una dimostrazione più semplice che utilizzava la funzione θ(x), definita come:
{\displaystyle \theta (x)=\sum _{p=2}^{x}\ln(p)}
dove p ≤ x varia tra i numeri primi; nella dimostrazione ha una certa importanza l'uso dei coefficienti binomiali. Vedi Dimostrazione del postulato di Bertrand per ulteriori dettagli.

## Teorema di Sylvester
Il postulato di Bertrand fu proposto per applicazioni ai gruppi di permutazione. Esso fu generalizzato da James Joseph Sylvester (1814-1897), che dimostrò che, se n > k, tra i numeri della sequenza n, n + 1, ..., n + k − 1 vi è un numero con un divisore primo maggiore di k. Questo teorema fu dimostrato indipendentemente anche da Schur e da Erdős, che ne diede una soluzione semplice.

## Teoremi di Erdős
Paul Erdős dimostrò che per ogni intero positivo {\displaystyle k}, esiste un numero {\displaystyle N} tale che per ogni {\displaystyle n>N}, ci sono almeno {\displaystyle k} primi compresi fra {\displaystyle n} e {\displaystyle 2n}.
Erdős dimostrò anche che esistono sempre due numeri primi p e q con n < p, q < 2n per ogni n > 6. Inoltre, uno di essi è congruo ad 1 modulo 4, e l'altro è congruo a −1 modulo 4.
Il teorema dei numeri primi suggerisce che il numero di primi compresi fra n e 2n è approssimativamente {\displaystyle {\frac {n}{\ln n}}} quando n è grande, e, in particolare, ci sono in questo intervallo molti più numeri primi di quanti ne siano garantiti dal Postulato di Bertrand (o dalle generalizzazioni di Erdős). In altre parole, questi teoremi sono quantitativamente più deboli rispetto al teorema dei numeri primi. Tuttavia, allo scopo di utilizzare il teorema dei numeri primi per dimostrare risultati come il postulato di Bertrand, è necessario utilizzare delle limitazioni molto precise sull'errore del teorema dei numeri primi -- dobbiamo cioè sapere qual è la precisione garantita dal teorema dei numeri primi. Queste stime esistono ma sono molto difficili da dimostrare (e spesso sono certe solo per valori sufficientemente grandi di n). Al contrario, il postulato di Bertrand ha un enunciato molto semplice e può essere dimostrato facilmente, ed è valido anche per valori piccoli di n. In aggiunta, il postulato di Bertrand fu dimostrato da Chebyshev molto prima del teorema dei numeri primi, e gode pertanto di notevole interesse storico.

## Problemi aperti
Una congettura simile ancora indimostrata (la congettura di Legendre) afferma che per ogni n > 0, esiste un primo p tale che n2 < p < (n+1)2, o, in altre parole, che tra due quadrati consecutivi esiste almeno un numero primo. Anche in questo caso, possiamo aspettarci, in virtù del teorema dei numeri primi, che (per n grande) vi sia un numero di primi molto maggiore di 1, ma le stime dell'errore del teorema dei numeri primi non sono (e non possono essere) in questo caso sufficienti alla dimostrazione della congettura.